# Aude Samama
Pour les articles homonymes, voir Samama.
Aude Samama (née le 13 juin 1977) est une auteure de bande dessinée et illustratrice française. Elle a la particularité de ne travailler qu'en peinture, dans un style rappelant aussi bien l'expressionnisme que la bande dessinée picturale de Lorenzo Mattotti ou Alberto Breccia.

## Biographie
Après un passage par l'École européenne supérieure de l'image d'Angoulême, Aude Samama publie son premier ouvrage de bande dessinée en 2002 chez Frémok tout en commençant à travailler en parallèle pour l'illustration jeunesse. Fin 2005, elle finalise une biographie de la chanteuse de blues Bessie Smith, publiée en février 2006 dans la collection « BD Jazz » des Éditions Nocturne. De janvier 2006 à décembre 2009, elle est en résidence à la maison des Auteurs du CIBDI. Elle y réalise plusieurs albums dont deux publiés en 2008, une biographie de la chanteuse fadiste Amália Rodrigues toujours chez Nocturne, et L'Intrusion un huis clos sombre tout en étant « fin et sensible » publié chez Rackham.
En 2009, elle publie en collaboration avec le scénariste Denis Lapière Amato, son premier ouvrage diffusé par un éditeur important, Futuropolis. Cet ouvrage est de nouveau un huis clos trouble où Samama se livre selon un critique de Télérama à une « superbe épure expressionniste ». Suit l'année suivante aux Impressions nouvelles Lisbonne, dernier tour, plus remarqué pour son dessin que pour le scénario ésotérique de l'Argentin Jorge Zentner, puis en 2011 une biographie du compositeur Sergueï Rachmaninov, de nouveau chez Nocturne.
En 2012, Futuropolis publie sa seconde collaboration avec Lapière, À l'ombre de la gloire, biographie croisée du boxeur juif mort en déportation Young Perez et de sa compagne au début des années 1930 Mireille Balin, actrice célèbre des années 1930 qui, à la suite de sa relation avec un jeune officier de la Wehrmacht fut battue et violée par des membres des FFI et jugée par un tribunal d'épuration avant de mourir dans la misère et l'oubli en 1968. L'album est remarqué pour sa justesse malgré un sujet difficile et pour la beauté sobre des illustrations

## Publications

### Bande dessinée
- En série, Frémok, coll. « Amphigouri », 2002[7].
- « Le Troisième Homme », dans Bang ! no 6, Casterman, 2004.
- Bessie Smith, Nocturne , coll. « BD Jazz », 2006.
- Amália Rodrigues, Nocturne, coll. « BD World », 2008.
- L’Intrusion, Rackham, coll. « Le Signe noir », 2008.
- Amato, avec Denis Lapière (scénario librement inspiré de la nouvelle « Olalla » de Robert Louis Stevenson), Futuropolis, 2009.
- Marie Moinard et collectif, En chemin elle rencontre... : Les artistes se mobilisent contre la violence faite aux femmes, Vincennes/Paris, Des ronds dans l'O / Amnesty International, septembre 2009, 96 p. (ISBN 978-2-917237-06-9)
- Lisbonne, dernier tour, avec Jorge Zentner (scénario), Les Impressions nouvelles, 2010.
- Rachmaninov, Nocturne, coll. « BD Classique », 2011.
- À l'ombre de la gloire, avec Denis Lapière (scénario), Futuropolis, 2012. Inspiré par la vie de Young Perez et Mireille Balin.
- Martin Eden, avec Denis Lapière (scénario, d'après le roman Martin Eden de Jack London), Futuropolis, 2016.
- 3 fois dès l'aube, avec Denis Lapière (scénario, adapté du roman Trois fois dès l'aube d'Alessandro Baricco), Futuropolis, 2018[8]
- La meute, avec Cyril Herry, Futuropolis 2023

### Illustration
- Élisabeth Laureau-Daull, Pasteur. Voir l'invisible, Éditions du Seuil, coll. « Seuil Jeunesse », 2007.
- Jean-Pierre Kerloc'h (adaptation du roman de Harriet Beecher Stowe, La Case de l'Oncle Tom (dessin), Glénat, coll. « P'tit Glénat », 2012.
- Haïku illustration d'un haïku de la poétesse Hisajo Sugita, sérigraphies en tirage limité, numérotées et signées en 40 exemplaires,  Atelier les Mains Sales, 2012

### Documentation
- C. Constant, « Chronique : L'Intrusion », sur bdgest.com, 10 mars 2008.
- Jean-Claude Loiseau, « Amato », dans Télérama n°3100, 13 juin 2009.
- Pascal Ory, « Histoire d'un mage virtuose », dans Lire, 22 mars 2010.
- Benjamin Roure, « À l'ombre de la gloire », sur bodoi.info, 4 septembre 2012.
- David Taugis, « À l’ombre de la gloire », sur actuabd.com, 25 septembre 2012.